# 鎌仲史陽
鎌仲史陽（日语：／ Kamanaka Nobuharu），日本男性動畫演出家、動畫導演。

## 參加作品

### 電視動畫
1998年
- 魔法陣都市（演出）

1999年
- 槍神Trigun（演出助手）
- 鈴鐺貓娘（演出）
- 禦園地！月光假面（—2000年，分鏡、演出）

2000年
- 無力君（日语：へろへろくん）（—2001年，演出）
- 奇異的破曉（日语：ストレンジドーン）（演出）
- 真·女神轉生 惡魔之子（—2001年，分鏡、演出）

2001年
- 銀河天使（分鏡、演出）

2002年
- 銀河天使Z（分鏡、演出）
- Panyo Panyo 鈴鐺貓娘（分鏡、演出）
- Chobits（演出）
- 馭龍少年（—2003年，演出）
- 銀河天使A（—2003年，演出）

2003年
- 鈴鐺貓娘Nyo（—2004年，演出）
- 星夢美少女（—2004年，分鏡、演出）
- 初音島（演出）
- 愛的魔法（—2004年，分鏡、演出）
- 戰爭程序員白瀨（演出）

2004年
- 銀河天使X（分鏡、演出）
- 天上天下（演出）
- Sweet Valerian（日语：スウィート・ヴァレリアン）（演出）
- 宇宙交響詩梅德爾 銀河鐵道999外傳（日语：宇宙交響詩メーテル 銀河鉄道999外伝）（分鏡）
- BECK（—2005年，演出）

2005年
- 變形金剛：銀河之力（演出）
- JINKI:EXTEND（分鏡、演出）
- 雙戀 Alternative（演出）
- 草莓100%（演出）
- 美少女學園（演出）
- 彈珠汽水（演出）
- 初音島 Second Season（分鏡、演出）
- 黑貓（—2006年，演出）

2006年
- LEMON ANGEL PROJECT（日语：LEMON ANGEL PROJECT）（演出）
- 鍵姬物語 永久愛麗絲輪舞曲（日语：鍵姫物語 永久アリス輪舞曲）（演出）
- 機神咆吼DEMONBANE（日语：機神咆吼デモンベイン (アニメ)）（演出）

2007年
- 名偵探柯南（2007年—，構成、分鏡、演出、OP分鏡&演出、ED分鏡&演出、導演（第6代[a]／2020年—））
- Robby & Kerobby（日语：ロビーとケロビー）（—2008年，分鏡、演出）

2008年
- 波菲的漫長旅程（演出）
- 幻影少年（分鏡）
- 鐵腕女警 DECODE（演出）
- SKIP BEAT！華麗的挑戰（—2009年，演出）
- 守護甜心!! 心跳（—2009年，演出）
- 鋼鐵新娘（演出）

2009年
- 鐵腕女警 DECODE:02（日语：鉄腕バーディー DECODE）（演出）

2010年
- 吸血鬼同盟（分鏡、演出）
- 魯邦三世 The Last Job（日语：ルパン三世 the Last Job）（演出）
- WORKING!!（演出）

2011年
- 結界女王（分鏡、演出、OP演出）
- 我們沒有翅膀（助理導演、分鏡、演出）
- 女神異聞錄4 the ANIMATION（—2012年，分鏡、演出）

2012年
- ROBOTICS;NOTES（—2013年，演出）

2013年
- 閃亂神樂（演出）
- 惡魔倖存者2 the ANIMATION（演出）
- 結界女王 震顫（分鏡、演出）
- 聖鬥士星矢Ω（分鏡）

2014年
- 妖怪手錶（分鏡）
- Happiness Charge 光之美少女！（演出）
- 風雲維新大將軍（分鏡、演出）
- 積木戰士（分鏡、演出）
- 東京ESP（演出）
- 前進吧！登山少女 Second Season（分鏡、演出）
- Oreca Battle（日语：モンスター烈伝 オレカバトル）（演出）

2015年
- Go！Princess 光之美少女（分鏡）

2016年
- 至高指令（導演[1]、分鏡、演出、OP分鏡&演出、ED分鏡&演出）
- 魔法使 光之美少女！（分鏡、演出）

2017年
- 南鎌倉高校女子自行車社（演出）
- Dies irae 神怒之日（分鏡、演出）

2018年
- 搖曳露營△（分鏡、演出）

2019年
- 科學一方通行（導演[2]、分鏡、演出、OP分鏡）

2022年
- ORIENT 東方少年（分鏡[b]）
- 令和鈴鐺貓娘（分鏡、演出）

2023年
- 異世界一擊殺姊姊 ～姊姊同伴的異世界生活開始了～（分鏡、演出）
- 暴食狂戰士（分鏡[5]）

2025年
- 浪客劍心 京都動亂（分鏡）

2026年
- 「憑妳也想討伐魔王？」被勇者小隊逐出隊伍，只好在王都自在過活（導演）

### 電影動畫
- 名偵探柯南：零的執行人（2018年，演出）

### OVA
- 裝甲騎兵波德姆茲 裴爾森密件（—2008年，分鏡、演出）
- 名偵探柯南：來自倫敦的秘密指令（2011年，分鏡、演出）
- 名偵探柯南：傳說中的球棒的奇蹟（2012年，導演、分鏡、演出）
- 至高指令（2015年，導演、分鏡、演出）

### 天象儀
- 名偵探柯南：星影的魔術師（2012年，演出）

## 腳註

## 相關項目
- 日本動畫師列表（日语：アニメ関係者一覧）

## 外部連結
- 鎌仲史陽的X（前Twitter） （日語）